# GJ 1132b
GJ 1132b är en exoplanet runt stjärnan GJ 1132 som är den närmaste kända exoplaneten av jordens storlek (november 2015). Den befinner sig på ett avstånd på 39 ljusår. GJ 1132b har en temperatur på 500 Kelvin, varför den knappast kan ha flytande vatten. GJ 1132b är dock tillräckligt sval för att ha en atmosfär. GJ 1132b visar sannolikt alltid samma sida mot sin stjärna.